# Wel Lidzbark
Klub Sportowy Wel Lidzbark – sportowy klub powstały w 1958 roku w Lidzbarku, z połączenia klubów: K.S. „Start” i LZS Lidzbark. Obecnie działają w nim dwie sekcje: piłki nożnej, siatkówki dziewcząt.

## Kajakarstwo
Sekcja kajakowa powstała w 1975 roku. W sekcji kajakowej klubu Wel nikt jednak nie pływał na kajaku, lecz wyłącznie w kanadyjce. W tej dyscyplinie klub odnosi największe sukcesy. Zawodnicy regularnie uczestniczą w mistrzostwach na szczeblu krajowym i międzynarodowym. Jeden z wychowanków klubu, Paweł Baraszkiewicz jest srebrnym medalistą Olimpiady w Sydney.

## Piłka nożna
Lidzbarscy piłkarze występują obecnie (sezon 2024/2025) w rozgrywkach klasy okręgowej, gr. warmińsko-mazurskiej II. Trenerem jest Przemysław Mostek.